# Eliminatórias da Copa do Mundo de Futebol Feminino de 2011
As eliminatórias da Copa do Mundo de Futebol Feminino de 2011 determinou a classificação de 15 equipes para a máxima competição de futebol feminino. Todas as confederações afiliadas à Federação Internacional de Futebol (FIFA) organizaram torneios de acordo com critérios de cada região.
As disputas iniciaram-se durante o ano de 2009 e foram concluídas em 2010. A distribuição das vagas se deu da seguinte maneira:
- Europa (UEFA): 5,5 vagas (incluindo a Alemanha, classificada automaticamente como anfitriã)
- África (CAF): 2 vagas
- América do Sul (CONMEBOL): 2 vagas
- Ásia (AFC): 3 vagas
- América do Norte, Central e Caribe (CONCACAF): 2,5 vagas
- Oceania (OFC): 1 vaga

Ao final do processo eliminatório por confederação, mais uma vaga esteve disponível através de uma repescagem intercontinental entre UEFA e CONCACAF.

## Seleções qualificadas
As seguintes seleções apuraram-se para o torneio:
| Confederação               | Seleção          | Classificada como                             | Data da classificaçao  | Aparições | Aparições consecutivas | Última aparição | Melhor resultado              |
| -------------------------- | ---------------- | --------------------------------------------- | ---------------------- | --------- | ---------------------- | --------------- | ----------------------------- |
| AFC (3 vagas)              | Austrália        | Campeã da Copa da Ásia Feminina de 2010       | 27 de maio de 2010     | 5ª        | 5                      | 2007            | Quartas-de-final (2007)       |
| AFC (3 vagas)              | Coreia do Norte  | Vice-campeã da Copa da Ásia Feminina de 2010  | 27 de maio de 2010     | 4ª        | 4                      | 2007            | Quartas-de-final (2007)       |
| AFC (3 vagas)              | Japão            | 3ª colocada da Copa da Ásia Feminina de 2010  | 30 de maio de 2010     | 6ª        | 6                      | 2007            | Quartas-de-final (1995)       |
| CAF (2 vagas)              | Nigéria          | Campeã do Africano Feminino de 2010           | 11 de novembro de 2010 | 6ª        | 6                      | 2007            | Quartas-de-final (1999)       |
| CAF (2 vagas)              | Guiné Equatorial | Vice-campeã do Africano Feminino de 2010      | 11 de novembro de 2010 | 1ª        | 1                      | –               | Estreante                     |
| CONCACAF (3 vagas)         | Canadá           | Campeã da Copa Ouro Feminina de 2010          | 5 de novembro de 2010  | 5ª        | 5                      | 2007            | Quarto lugar (2003)           |
| CONCACAF (3 vagas)         | México           | Vice-campeã da Copa Ouro Feminina de 2010     | 5 de novembro de 2010  | 2ª        | 1                      | 1999            | Primeira fase (1999)          |
| CONCACAF (3 vagas)         | Estados Unidos   | Vencedor da repescagem contra UEFA            | 27 de novembro de 2010 | 6ª        | 6                      | 2007            | Campeã (1991, 1999)           |
| CONMEBOL (2 vagas)         | Brasil           | Campeã do Sul-Americano Feminino de 2010      | 19 de novembro de 2010 | 6ª        | 6                      | 2007            | Vice-campeã (2007)            |
| CONMEBOL (2 vagas)         | Colômbia         | Vice-campeã do Sul-Americano Feminino de 2010 | 21 de novembro de 2010 | 1ª        | 1                      | –               | Estreante                     |
| OFC (1 vaga)               | Nova Zelândia    | Campeã do Campeonato da Oceania de 2010       | 8 de outubro de 2010   | 3ª        | 2                      | 2007            | Primeira fase (1991, 2007)    |
| UEFA (4 vagas + país sede) | Alemanha         | País-sede                                     | 30 de outubro de 2007  | 6ª        | 6                      | 2007            | Campeã (2003, 2007)           |
| UEFA (4 vagas + país sede) | França           | Vencedora dos play-offs da UEFA               | 15 de setembro de 2010 | 2ª        | 1                      | 2003            | Primeira fase (2003)          |
| UEFA (4 vagas + país sede) | Noruega          | Vencedora dos play-offs da UEFA               | 15 de setembro de 2010 | 6ª        | 6                      | 2007            | Campeã (1995)                 |
| UEFA (4 vagas + país sede) | Suécia           | Vencedora dos play-offs da UEFA               | 16 de setembro de 2010 | 6ª        | 6                      | 2007            | Vice-campeã (2003)            |
| UEFA (4 vagas + país sede) | Inglaterra       | Vencedora dos play-offs da UEFA               | 16 de setembro de 2010 | 3ª        | 2                      | 2007            | Quartas-de-final (1995, 2007) |

## Eliminatórias

### África (CAF)
Tal como nas eliminatórias para o torneio anterior, o Campeonato Africano de Futebol Feminino serviu como torneio de qualificação para o Mundial de 2011. A fase final do campeonato foi realizada entre 31 de outubro e 14 de novembro de 2010 na África do Sul.
Oito equipes competiram na final continental na África do Sul. Antes foi disputada uma qualificação que consistiu de duas fases de mata-mata em jogos de ida e volta. A fase preliminar foi realizada em março de 2010, com os vencedores avançando para a última rodada de qualificação, que se realizou em maio e junho de 2010.
As sete vencedoras desta etapa avançaram para a final continental, juntamente com a anfitriã África do Sul. A fase final foi composta de dois grupos de quatro equipes. As duas primeiras colocadas de cada grupo avançaram para as semifinais, com o vencedor de cada semifinal qualificando-se para Copa do Mundo na Alemanha.
Fase final
|  | Semifinais                | Semifinais                |   |                           | Final                     | Final |  |
|  |                           |                           |   |                           |                           |       |  |
|  | 11 de novembro – Daveyton |                           |   |                           |                           |       |  |
|  | Nigéria                   | 5                         |   |                           |                           |       |  |
|  | Camarões                  | 1                         |   |                           |                           |       |  |
|  |                           |                           |   |                           |                           |       |  |
|  |                           |                           |   |                           | 14 de novembro – Daveyton |       |  |
|  |                           |                           |   |                           | Nigéria                   | 4     |  |
|  |                           | Guiné Equatorial          | 2 |                           |                           |       |  |
|  |                           |                           |   |                           |                           |       |  |
|  |                           |                           |   |                           |                           |       |  |
|  |                           |                           |   |                           | Terceiro lugar            |       |  |
|  | 11 de novembro – Daveyton | 11 de novembro – Daveyton |   | 14 de novembro – Daveyton | 14 de novembro – Daveyton |       |  |
|  | Guiné Equatorial (pro)    | 3                         |   | Camarões                  | 0                         |       |  |
|  | África do Sul             | 1                         |   |                           | África do Sul             | 2     |  |

### América do Norte, Central e Caribe (CONCACAF)
Como na última Copa do Mundo, a Copa Ouro Feminina serviu como torneio de qualificação da região para a edição de 2010 do Mundial. Estados Unidos, Canadá e México tiveram presença garantida no torneio, às quais se juntaram duas equipes da zona do Caribe e uma da América Central.
No total oito equipes participaram da Copa Ouro, disputada em Cancún, no México, entre 28 de outubro e 8 de novembro de 2010. O torneio foi composto de dois grupos de quatro equipes, na primeira fase. As duas primeiras colocadas de cada grupo avançaram para as semifinais, com o vencedor de cada semifinal qualificando-se para Copa do Mundo na Alemanha. As perdedoras das semifinais disputaram o terceiro lugar, com o vencedora garantindo o direito de disputar a repescagem intercontinental por uma última vaga na Copa do Mundo.
Fase final
|  | Semifinais             | Semifinais             |   |                        | Final                  | Final |  |
|  |                        |                        |   |                        |                        |       |  |
|  | 5 de novembro – Cancún |                        |   |                        |                        |       |  |
|  | Canadá                 | 4                      |   |                        |                        |       |  |
|  | Costa Rica             | 0                      |   |                        |                        |       |  |
|  |                        |                        |   |                        |                        |       |  |
|  |                        |                        |   |                        | 8 de novembro – Cancún |       |  |
|  |                        |                        |   |                        | Canadá                 | 1     |  |
|  |                        | México                 | 0 |                        |                        |       |  |
|  |                        |                        |   |                        |                        |       |  |
|  |                        |                        |   |                        |                        |       |  |
|  |                        |                        |   |                        | Terceiro lugar         |       |  |
|  | 5 de novembro – Cancún | 5 de novembro – Cancún |   | 8 de novembro – Cancún | 8 de novembro – Cancún |       |  |
|  | Estados Unidos         | 1                      |   | Costa Rica             | 0                      |       |  |
|  | México                 | 2                      |   |                        | Estados Unidos         | 3     |  |

### América do Sul (CONMEBOL)
À semelhança do que aconteceu nas eliminatórias para a Copa do Mundo anterior, o Campeonato Sul-Americano de Futebol Feminino foi usado para determinar a qualificação para o Mundial de 2011. O campeonato foi realizado entre 4 e 21 de novembro de 2010, no Equador.
Todas as dez equipes que compõem a CONMEBOL participaram do torneio. Elas foram divididas em dois grupos com cinco equipes cada, na primeira fase, classificando para a fase final as duas melhores de cada grupo. As quatro equipes restantes integraram um grupo final, classificando as duas melhores seleções para a Copa do Mundo.
Fase final
| Seleção   | Pts | Jogos |
| --------- | --- | ----- |
| Brasil    | 9   | 3     |
| Colômbia  | 4   | 3     |
| Chile     | 2   | 3     |
| Argentina | 1   | 3     |

### Ásia (AFC)
À semelhança do campeonato anterior, a Copa da Ásia de Futebol Feminino serviu como prova de qualificação para o torneio, ficando apuradas as três melhores seleções do torneio.
As cinco principais nações da AFC, Coreia do Norte (detentoras do título), Coréia do Sul, Japão, China e Austrália estavam automaticamente qualificadas para a fase final, realizada entre 19 e 30 de maio de 2010. A elas juntaram-se as vencedores de cada um dos três grupos qualificação disputadas em julho de 2009. Uma primeira ronda de qualificação (realizada entre abril e maio de 2009, na Malásia) iniciou esse processo de apuração.
Oito equipes disputaram a fase final em Chengdu, na China. Na primeira fase foram divididas em dois grupos de quatro seleções cada. As duas melhores seleções de cada grupo avançaram as semifinais, onde os finalistas garantiram classificação a Copa do Mundo. Houve uma disputa de terceiro lugar para determinar a última classificada.
Fase final
|  | Semifinais            | Semifinais           |       |                      | Final                | Final |  |
|  |                       |                      |       |                      |                      |       |  |
|  | 27 de maio – Chengdu  |                      |       |                      |                      |       |  |
|  | Japão                 | 0                    |       |                      |                      |       |  |
|  | Austrália             | 1                    |       |                      |                      |       |  |
|  |                       |                      |       |                      |                      |       |  |
|  |                       |                      |       |                      | 30 de maio – Chengdu |       |  |
|  |                       |                      |       |                      | Austrália (pen)      | 1 (5) |  |
|  |                       | Coreia do Norte      | 1 (4) |                      |                      |       |  |
|  |                       |                      |       |                      |                      |       |  |
|  |                       |                      |       |                      |                      |       |  |
|  |                       |                      |       |                      | Terceiro lugar       |       |  |
|  | 27 de maio – Chengdu  | 27 de maio – Chengdu |       | 30 de maio – Chengdu | 30 de maio – Chengdu |       |  |
|  | China                 | 0                    |       | Japão                | 2                    |       |  |
|  | Coreia do Norte (pro) | 1                    |       |                      | China                | 0     |  |

### Europa (UEFA)
Quarenta e uma equipes da Europa foram sorteados em oito grupos a 17 de Março de 2009. Os jogos foram disputados entre Setembro de 2009 e Agosto de 2010. Os vencedores de cada grupo avançaram para uma fase de "play-offs" a duas mãos em Setembro de 2010, com os vencedores garantindo a classificação para a Copa do Mundo. As quatro derrotadas dos "play-offs" disputaram no mês seguinte uma repescagem entre si para determinar quem se classificaria para jogar contra a terceira colocadada da CONCACAF por uma vaga extra no mundial. A Alemanha, como anfitriã, já estava previamente classificada.
Ao contrário das eliminatórias anteriores, todos os países membros da UEFA estiveram elegíveis para se qualificarem. No passado, só as seleções no topo entre as nações europeias disputaram na qualificação de grupos.
Fase de grupos
Em negrito as equipes classificadas aos play-offs.
| Grupo 1                                                 | Grupo 2                                                          | Grupo 3                                   | Grupo 4                                              |
| ------------------------------------------------------- | ---------------------------------------------------------------- | ----------------------------------------- | ---------------------------------------------------- |
| França Islândia Sérvia Irlanda do Norte Croácia Estónia | Noruega Países Baixos Bielorrússia Eslováquia Macedônia do Norte | Dinamarca Escócia Grécia Bulgária Geórgia | Ucrânia Polônia Hungria Roménia Bósnia e Herzegovina |

| Grupo 5                                  | Grupo 6                                 | Grupo 7                                     | Grupo 8                                                         |
| ---------------------------------------- | --------------------------------------- | ------------------------------------------- | --------------------------------------------------------------- |
| Inglaterra Espanha Áustria Turquia Malta | Rússia Irlanda Suíça Israel Cazaquistão | Itália Finlândia Portugal Eslovênia Armênia | Suécia · República Checa · Bélgica · País de Gales · Azerbaijão |

Play-offs
Os cruzamentos foram definidos através dos resultados obtidos nas qualificatórias para o Campeonato Europeu Feminino de 2009, sendo as cabeças-de-chave as equipes com melhor desempenho. Em partidas de ida e volta, as equipes vencedoras qualificaram-se para a Copa do Mundo, enquanto que as perdedoras disputaram uma repescagem.
| Equipe 1   | Total | Equipe 2  | Ida | Volta |
| ---------- | ----- | --------- | --- | ----- |
| França     | 3–2   | Itália    | 0–0 | 3–2   |
| Inglaterra | 5–2   | Suíça     | 2–0 | 3–2   |
| Ucrânia    | 0–3   | Noruega   | 0–1 | 0–2   |
| Suécia     | 4–3   | Eslovênia | 2–1 | 2–2   |

Play-offs de repescagem
A seleção vencedora da repescagem teve a chance de tentar uma vaga adicional na Copa do Mundo contra a uma equipe da CONCACAF.
|  | Repescagem I | Repescagem I | Repescagem I | Repescagem I |   |        | Repescagem II | Repescagem II | Repescagem II | Repescagem II |
|  |              |              |              |              |   |        |               |               |               |               |
|  | Ucrânia      | 0            | 0            | 0            |   |        |               |               |               |               |
|  | Itália       | 3            | 0            | 3            |   |        |               |               |               |               |
|  | Itália       | 3            | 0            | 3            |   | Itália | 1             | 4             | 5             |               |
|  |              |              |              |              |   | Itália | 1             | 4             | 5             |               |
|  |              | Suíça        | 0            | 2            | 2 |        |               |               |               |               |
|  | Dinamarca    | Suíça        | 0            | 2            | 2 | 1      | 0             | 1             |               |               |
|  | Dinamarca    |              |              |              |   | 1      | 0             | 1             |               |               |
|  | Suíça        | 3            | 0            | 3            |   |        |               |               |               |               |

### Oceania (OFC)
Tal como nas eliminatórias para o torneio anterior, o Campeonato da Oceania de Futebol Feminino serviu de qualificação para a Copa do Mundo de 2011. O torneio foi realizado em Auckland, na Nova Zelândia, entre 29 de setembro e 8 de outubro de 2010 e apurou a seleção campeã para o Mundial da Alemanha.
Oito seleções participaram do torneio, sendo divididas na primeira fase em dois grupos de quatro seleções. As duas melhores de cada grupo avançaram as semifinais, onde as vencedoras disputaram a final e a vaga na Copa do Mundo.
Fase final
|  | Semifinais              | Semifinais              |   |                         | Final                   | Final |  |
|  |                         |                         |   |                         |                         |       |  |
|  | 6 de outubro – Auckland |                         |   |                         |                         |       |  |
|  | Nova Zelândia           | 8                       |   |                         |                         |       |  |
|  | Ilhas Salomão           | 0                       |   |                         |                         |       |  |
|  |                         |                         |   |                         |                         |       |  |
|  |                         |                         |   |                         | 8 de outubro – Auckland |       |  |
|  |                         |                         |   |                         | Nova Zelândia           | 11    |  |
|  |                         | Papua-Nova Guiné        | 0 |                         |                         |       |  |
|  |                         |                         |   |                         |                         |       |  |
|  |                         |                         |   |                         |                         |       |  |
|  |                         |                         |   |                         | Terceiro lugar          |       |  |
|  | 6 de outubro – Auckland | 6 de outubro – Auckland |   | 8 de outubro – Auckland | 8 de outubro – Auckland |       |  |
|  | Papua-Nova Guiné        | 1                       |   | Ilhas Salomão           | 0                       |       |  |
|  | Ilhas Cook              | 0                       |   |                         | Ilhas Cook              | 2     |  |

### Repescagem intercontinental
A última vaga para a Copa do Mundo foi definida através de uma repescagem entre equipes de confederações diferentes que não obtiveram a qualificação direta através de suas respectivas zonas. A seleção que finalizou em terceiro lugar na Copa de Ouro Feminina da CONCACAF enfrentou a vencedora dos play-offs de repescagem das eliminatórias da UEFA. As partidas foram disputadas entre 20 e 27 de novembro de 2010.
| Equipe 1 | Total | Equipe 2       | Ida | Volta |
| -------- | ----- | -------------- | --- | ----- |
| Itália   | 0–2   | Estados Unidos | 0–1 | 0–1   |